# Andrew Graham (astrónomo)
Andrew Graham (8 de abril de 1815 - 5 de noviembre de 1908), nació en el Condado de Fermanagh, Irlanda, fue un astrónomo Irlandés. Descubrió el asteroide (9) Metis en 1848 mientras trabajaba en el observatorio Markree en el Condado de Sligo.
Posteriormente trabajó en el Catálogo Markree, el cual consiste en observaciones de cerca de sesenta mil estrellas a lo largo de la eclíptica, tomadas entre el 8 de agosto de 1848 y el 27 de marzo de 1856 y fue publicado en cuatro volúmenes en los años 1851, 1853, 1854, 1856 respectivamente. Mientras trabajaba en esto, desarrolló el square-bar micrometer, el cual incrementó en gran medida la eficiencia para determinar posiciones (ascensión recta y declinación) de los objetos celestes.
Posteriormente trabajó como Primer Asistente en el observatorio de Cambridge, Inglaterra desde 1864 hasta 1903 donde trabajó sobre el Catálogo Cambridge, en muchas formas como una extensión de su trabajo en Markree pero en la zona sur de las estrellas, publicado en 1897.